# Benedetta Cappa

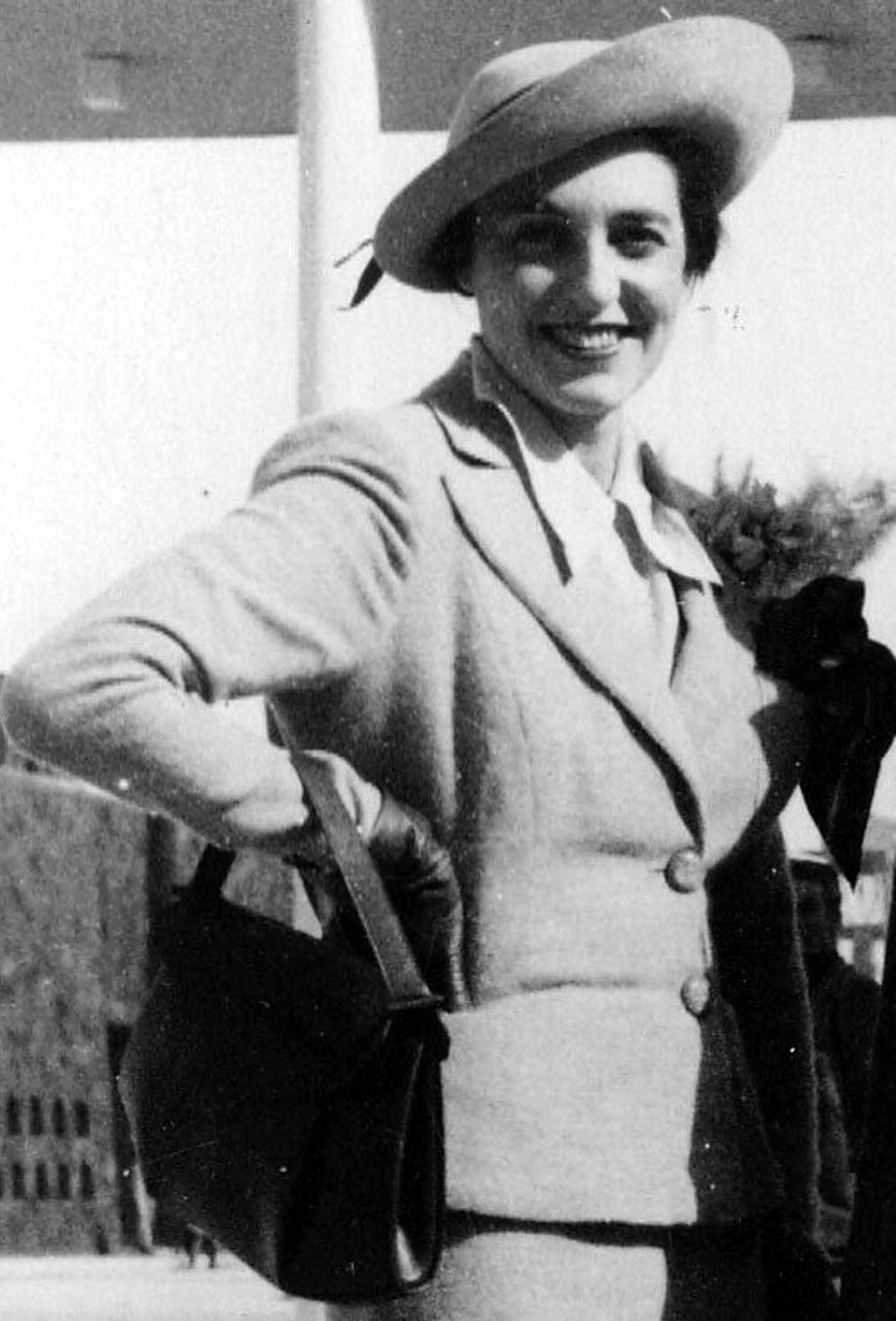
1937

Benedetta Cappa, auch Benedetta, (* 15. August 1897 in Rom; † 15. Mai 1977 in Venedig) war eine italienische Malerin des Futurismus und Gattin des Begründers des Futurismus Filippo Tommaso Marinetti.

## Leben
Benedetta war 1917 in Rom Schülerin des Futuristen Giacomo Balla und lernte dort Filippo Tommaso Marinetti kennen, den sie 1923 heiratete und mit dem sie nach Argentinien und Brasilien reiste. Der sehr harmonischen Ehe entstammen zwei Mädchen. Benedetta Cappa war eine vielseitige Künstlerin, die neben Gemälden auch an Bühnenbildern arbeitete und schriftstellerisch tätig war. 1919 bis 1920 entwickelte sie ihre tavole tattili, zu ertastende Kunstwerke, die auf einem Manifest Giacomo Ballas basierten und ohne Zweifel die Anregung zu Marinettis Tattilismus, dem Tasten als zusätzlichem Element des Kunsterlebnisses, lieferten. 1924 vollendete sie ihren ersten Roman (Le forze umane – Romanzo astratto con sintesi grafiche (Die Kräfte des Menschen – Abstrakter Roman mit grafischen Synthesen)). Wieder in Rom, beschäftigte sie sich mit den grafischen Werten von Worten. 1926 begann sie Bühnenbilder zu entwerfen. Daneben nahm sie mit ihren Gemälden an zahlreichen Ausstellungen teil und unterzeichnete das Manifesto dell'aeropittura futurista (1929) und das Manifesto della Plastica murale futurista (1934). Nach Marinettis Tod im Jahr 1944 war sie bis zuletzt bemüht, die Verbreitung des Futurismus auch international zu fördern.